# Vinnamala
Vinnamala es una ciudad censal situada en el distrito de Sri Potti Sriramulu Nellore en el estado de Andhra Pradesh (India). Su población es de 20924 habitantes (2011). Se encuentra a 64 km de Nellore y a 113 km de Chennai. 

## Demografía
Según el censo de 2011 la población de Vinnamala era de 20924 habitantes, de los cuales 12955 eran hombres y 14549 eran mujeres. Vinnamala tiene una tasa media de alfabetización del 80,63%, superior a la media estatal del 67,02%: la alfabetización masculina es del 86,82%, y la alfabetización femenina del 74,59%.